# Аксениха (Новосибирская область)
Аксениха — село в Краснозёрском районе Новосибирской области. Административный центр Аксенихинского сельсовета.

## География
Площадь села — 125 гектаров.

## История
Основано в 1912 году. В 1928 году посёлок состоял из 128 хозяйств, основное население — русские. В административном отношении находился в составе Николаевского сельсовета Карасукского района Славгородского округа Сибирского края.

## Население
| 2002 | 2007 | 2010 |
| ---- | ---- | ---- |
| 744  | ↗773 | ↘586 |

## Инфраструктура
В селе по данным на 2007 год функционируют 1 учреждение здравоохранения и 2 учреждения образования.